# Giải quần vợt Pháp Mở rộng 2018 - Đôi huyền thoại dưới 45
Sébastien Grosjean và Michaël Llodra là đương kim vô địch, nhưng đã bị loại ở vòng bảng.
Àlex Corretja và Juan Carlos Ferrero là nhà vô địch, đánh bại Yevgeny Kafelnikov và Marat Safin trong trận chung kết , 6–3, 6–3.

## Kết quả

### Từ viết tắt
| - Q = Vòng loại - WC = Đặc cách - LL = Thua cuộc may mắn - Alt = Thay thế - SE = Miễn đặc biệt | - PR = Bảo toàn thứ hạng - w/o = Thắng nhờ đối thủ rút lui trước trận đấu - r = Bỏ cuộc giữa trận đấu - d = Bị xử thua - SR = Xếp hạng đặc biệt |

### Chung kết
|  | Chung kết |                                   |   |   |  |  |
|  |           |                                   |   |   |  |  |
|  | A2        | Yevgeny Kafelnikov Marat Safin    | 3 | 3 |  |  |
|  | B2        | Àlex Corretja Juan Carlos Ferrero | 6 | 6 |  |  |

### Bảng A
|    |                                | A Clément N Escudé | Y Kafelnikov M Safin | T Enqvist A Medvedev | RR W–L | Set W–L | Game W–L | Xếp hạng |
| A1 | Arnaud Clément Nicolas Escudé  |                    | 4–6, 3–6             | 6–3, 7–6(7–5)        | 1–1    | 2–2     | 20–21    | 2        |
| A2 | Yevgeny Kafelnikov Marat Safin | 6–4, 6–3           |                      | 6–3, 3–6, [14–12]    | 2–0    | 4–1     | 22–16    | 1        |
| A3 | Thomas Enqvist Andriy Medvedev | 3–6, 6–7(5–7)      | 3–6, 6–3, [12–14]    |                      | 0–2    | 1–4     | 18–23    | 3        |

Tiêu chí xếp hạng: 1) Số trận thắng; 2) Số trận; 3) Số phần trăm set thắng hoặc game thắng (trong cuộc đấu tay ba); 4) Quyết định của ban tổ chức.

### Bảng B
|    |                                   | S Grosjean M Llodra | À Corretja JC Ferrero | J Blake M Philippoussis | RR W–L | Set W–L | Game W–L | Xếp hạng |
| B1 | Sébastien Grosjean Michaël Llodra |                     | 4–6, 2–6              | 6–2, 6–2                | 1–1    | 2–2     | 18–16    | 2        |
| B2 | Àlex Corretja Juan Carlos Ferrero | 6–4, 6–2            |                       | 7–5, 3–6, [10–8]        | 2–0    | 4–1     | 23–17    | 1        |
| B3 | James Blake Mark Philippoussis    | 2–6, 2–6            | 5–7, 6–3, [8–10]      |                         | 0–2    | 1–4     | 15–23    | 3        |

Tiêu chí xếp hạng: 1) Số trận thắng; 2) Số trận; 3) Số phần trăm set thắng hoặc game thắng (trong cuộc đấu tay ba); 4) Quyết định của ban tổ chức.